# Atelier technique des espaces naturels
Pour les articles homonymes, voir ATEN.
L'Atelier technique des espaces naturels (ATEN) est un groupement d'intérêt public (GIP) créé en 1997 par le ministère chargé de l'environnement et prorogé jusqu'en 2017. Il réunit 21 organismes responsables de la gestion de la nature et de la protection de la biodiversité et son siège est à Montpellier.
La loi du 9 août 2016 pour la reconquête de la biodiversité, de la nature et des paysages prévoit, dans son article 23, que les missions, la situation active et passive et l'ensemble des droits et obligations de l'Atelier technique des espaces naturels soient repris par l'Agence française pour la biodiversité, devenue depuis 2020 l'Office français de la biodiversité.

## Histoire
Le GIP ATEN a été constitué le 9 février 1997 pour développer et diffuser, comme une culture commune, les méthodes de gestion patrimoniale des espaces naturels. La mise en œuvre des directives européennes dans le cadre de « Natura 2000 » élargit le champ d’action du GIP vers de nombreux autres partenaires institutionnels, notamment les collectivités territoriales et à la dimension de l’Europe.

## Membres
Parmi les membres de l'ATEN on trouve des membres publics :
- Le Ministère de l'Écologie, du Développement durable et de l'Énergie (MEDDE)
- Parcs nationaux de France
- Le Conservatoire de l'espace littoral et des rivages lacustres
- L'Agence des aires marines protégées
- L'Office national des forêts
- L'Office national de la chasse et de la faune sauvage
- Les régions Languedoc-Roussillon, Île-de-France, Rhône-Alpes

des membres associatifs :
- Réserves Naturelles de France
- La Fédération des parcs naturels régionaux de France
- La Fédération des conservatoires d'espaces naturels
- La Ligue pour la protection des oiseaux
- Rivages de France
- Le Réseau des Grands Sites de France

et des membres privés.

## Missions
Ses missions correspondent à 4 objectifs :
- rassembler, structurer et diffuser les connaissances et les méthodes pour la gestion durable des espaces naturels ;
- développer des outils de planification et d'évaluation à l'usage de ses membres ;
- promouvoir la filière professionnelle des espaces naturels ;
- animer les réseaux techniques et faciliter les échanges inter réseaux.

Ses domaines d’intervention sont très variés : structuration des métiers, offre de formation initiale et continue, expertise juridique, édition – documentation – information, développement d’outil de planification et d’évaluation, plate-forme Natura 2000, activité internationale, développement de réseaux et événements.